# 小林三四郎
小林 三四郎（こばやし さんしろう、1958年5月7日 - ）は、日本の俳優。新潟県出身。

## 人物
芝浦工業大学中退。映画宣伝配給会社の太秦の代表取締役として単館系アート映画映画の配給をしている。
以前は劇団秘法零番館、ビーボ（声の預かりとして）に所属していた。

## 出演作品

### 映画
- 血風ロック 流山児祥監督
- TOMORROW 明日 黒木和男監督
- ポストマンブルース SABU監督
- 闇を掘る 藤本幸久監督 ナレーション
- BORDER LINE 李相日監督
- 少年 旦雄二監督
- 裏の後家さん 坂本太監督
- 絆 坂本太監督
- 未亡人 坂本太監督
- すんドめ 宇田川大吾監督
- 黄金花 木村威夫監督
- 官能コレクター（2010年、堀内博志監督）東京スポーツ創立50周年記念映画
- キャタピラー 若松孝二監督
- 11・25自決の日　三島由紀夫と若者たち　若松孝二監督

### TV
- 空白の24年 ナレーション
- 拉致・24年の空白 ナレーション

### CM
- 養命酒
- エッソ
- NTTドコモ
- リックス

### ラジオ
- FM新潟
  - 「フィールド・オブ・パラダイス」パーソナリティー（96〜02）
  - 「小林三四郎のGoinにMY Way」パーソナリティー（97〜02）
  - 「もやもやナイト」（03〜04）

### 舞台
- 「蒼い彗星の一夜」流山児祥プロデュース（本多劇場）
- 「ザ・寺山」佐藤信演出（本多劇場）
- 「スティング」鴨下信一演出（シアターコクーン）
- 「会社の人事」モード・松本修演出（青山円形劇場）
- 「ハムレット」佐藤信演出（シアターコクーン）
- 「白髪のリア」鈴木絢二演出
- 「バードマン」坂手洋二演出（グローブ座）
- 「殺す勇気」ラーシュ・ノレーン作　富永由美演出（旧・眞空艦アトリエ）
- 「舞え舞えかたつむり」　別役実作　富永由美演出（旧・眞空艦アトリエ）

### イベント
- 長岡アジア映画祭（トークイベント司会）
- 函館港イルミナシオン映画祭（トークイベント司会）